# Andreas Karo
Andreas Karo (Nicosia, 9 de septiembre de 1996) es un futbolista chipriota que juega en la demarcación de defensa para el F. C. Hermannstadt de la Liga I.

## Selección nacional
Tras jugar en varias categorías inferiores de la selección, finalmente hizo su debut con Chipre el 16 de noviembre de 2019. Lo hizo en un partido de clasificación para la Eurocopa 2020 contra Escocia que finalizó con un resultado de 1-2 a favor del combinado escocés tras el gol de Giorgos Efraim para Chipre, y de Ryan Christie y John McGinn para Escocia.

### Goles internacionales
| # | Fecha               | Estadio                                              | Oponente | Gol | Resultado | Competición |
| - | ------------------- | ---------------------------------------------------- | -------- | --- | --------- | ----------- |
| 1 | 28 de marzo de 2023 | Estadio Republicano Vazgen Sargsyan, Ereván, Armenia | Armenia  | 0-1 | 2–2       | Amistoso    |

## Clubes
| Club                                 | País     | Año       | Partidos | Goles |
| ------------------------------------ | -------- | --------- | -------- | ----- |
| Apollon Limassol                     | Chipre   | 2016-2017 | 4        | 0     |
| Nea Salamis Famagusta F. C. (cedido) | Chipre   | 2017-2018 | 32       | 3     |
| Pafos F. C. (cedido)                 | Chipre   | 2018-2019 | 23       | 3     |
| S. S. Lazio                          | Italia   | 2019      | 0        | 0     |
| U. S. Salernitana 1919 (cedido)      | Italia   | 2019-2021 | 36       | 1     |
| C. S. Marítimo                       | Portugal | 2021      | 9        | 0     |
| APOEL F. C.                          | Chipre   | 2021-2023 | 62       | 7     |
| O. F. I. Creta                       | Grecia   | 2023-2024 | 13       | 0     |
| Maccabi Petah-Tikvah F. C.           | Israel   | 2024-2025 | 35       | 2     |
| F. C. Hermannstadt                   | Rumania  | 2025-     |          |       |

## Palmarés

### Títulos nacionales
| Título              | Club                       | País   | Año  |
| ------------------- | -------------------------- | ------ | ---- |
| Supercopa de Chipre | Apollon Limassol           | Chipre | 2016 |
| Copa de Chipre      | Apollon Limassol           | Chipre | 2017 |
| Copa de Israel      | Maccabi Petah-Tikvah F. C. | Israel | 2024 |